# Reino Unido en los Juegos Paralímpicos de Atenas 2004
El Reino Unido estuvo representado en los Juegos Paralímpicos de Atenas 2004 por un total de 167 deportistas, 101 hombres y 66 mujeres.

## Medallistas
El equipo paralímpico británico obtuvo las siguientes medallas:
| Nombre | Deporte                       | Evento                                       |
| --- | ----------------------------- | -------------------------------------------- |
| Oro |                               |                                              |
| Tanni Grey-Thompson | Atletismo                     | 100 m T53 femenino                           |
| Tanni Grey-Thompson | Atletismo                     | 400 m T53 femenino                           |
| Danny Crates | Atletismo                     | 800 m T46 masculino                          |
| Dan Greaves | Atletismo                     | Disco F44/46 masculino                       |
| Kenny Churchill | Atletismo                     | Jabalina F37 masculino                       |
| Stephen Miller | Atletismo                     | Maza F32/51 masculino                        |
| Aileen McGlynn | Ciclismo en pista             | 1 km contrarreloj tándem B1-3 femenino       |
| Darren Kenny | Ciclismo en pista             | 1 km contrarreloj CP3/4 masculino            |
| Darren Kenny | Ciclismo en pista             | Persecución individual CP3 masculino         |
| Lee Pearson | Hípica                        | Doma individual grado I mixto                |
| Lee Pearson | Hípica                        | Doma individual estilo libre grado I mixto   |
| Deborah Criddle | Hípica                        | Doma individual grado III mixto              |
| Deborah Criddle | Hípica                        | Doma individual estilo libre grado III mixto |
| Deborah Criddle Anne Dunham Lee Pearson Nicola Tustain | Hípica                        | Doma por equipos clase abierta mixto         |
| Emma Brown | Levantamiento de potencia     | –82,5 kg femenino                            |
| Elaine Barrett | Natación                      | 100 m braza SB11 femenino                    |
| Nyree Lewis | Natación                      | 100 m espalda S6 femenino                    |
| Natalie Jones | Natación                      | 200 m estilos SM6 femenino                   |
| Margaret McEleny Jane Stidever Nyree Lewis Natalie Jones | Natación                      | 4 × 50 m estilos (20 ptos.) femenino         |
| James Anderson | Natación                      | 50 m espalda S2 masculino                    |
| James Anderson | Natación                      | 50 m libre S2 masculino                      |
| James Anderson | Natación                      | 100 m libre S2 masculino                     |
| James Anderson | Natación                      | 200 m libre S2 masculino                     |
| David Roberts | Natación                      | 50 m libre S7 masculino                      |
| David Roberts | Natación                      | 100 m libre S7 masculino                     |
| David Roberts | Natación                      | 400 m libre S7 masculino                     |
| Sascha Kindred | Natación                      | 100 m braza SB7 masculino                    |
| Sascha Kindred | Natación                      | 200 m estilos SM6 masculino                  |
| Gareth Duke | Natación                      | 100 m braza SB6 masculino                    |
| Andrew Lindsay | Natación                      | 100 m espalda S7 masculino                   |
| David Roberts Matthew Walker Graham Edmunds Robert Welbourn Marc Woods                                                                                         | Natación                      | 4 × 100 m libre (34 ptos.) masculino         |
| John Cavanagh | Tiro de arco                  | Individual W1 masculino                      |
| Anita Chapman Margaret Parker Kathleen Smith | Tiro de arco                  | Equipo clase abierta femenino                |
| Peter Norfolk | Tenis en silla de ruedas      | Quad individual mixto                        |
| Isabel Newstead | Tiro                          | Pistola de aire SH1 femenino                 |
| Plata |                               |                                              |
| Hazel Simpson | Atletismo                     | 100 m T36 femenino                           |
| Hazel Simpson | Atletismo                     | 200 m T36 femenino                           |
| Deborah Brennan | Atletismo                     | 200 m T34 femenino                           |
| David Weir | Atletismo                     | 100 m T54 masculino                          |
| Daniel West | Atletismo                     | Disco F33-34 masculino                       |
| Aileen McGlynn | Ciclismo en pista             | Velocidad tándem B1-3 femenino               |
| Darren Kenny | Ciclismo en pista             | Ruta/Contrarreloj CP3 masculino              |
| Fran Williamson | Natación                      | 50 m espalda S3 femenino                     |
| Fran Williamson | Natación                      | 50 m libre S3 femenino                       |
| Margaret McEleny | Natación                      | 50 m braza SB3 femenino                      |
| Margaret McEleny | Natación                      | 150 m estilos SM4 femenino                   |
| Nyree Lewis | Natación                      | 100 m braza SB5 femenino                     |
| Nyree Lewis | Natación                      | 200 m estilos SM6 femenino                   |
| Sarah Bailey | Natación                      | 100 m braza SB9 femenino                     |
| Sarah Bailey | Natación                      | 200 m estilos SM10 femenino                  |
| Liz Johnson | Natación                      | 100 m braza SB6 femenino                     |
| Danielle Watts | Natación                      | 100 m libre S2 femenino                      |
| Mhairi Love | Natación                      | 400 m libre S6 femenino                      |
| Fran Williamson Jane Stidever Jeanette Chippington Mhairi Love                                                                                                 | Natación                      | 4 × 50 m libre (20 ptos.) femenino           |
| James Crisp | Natación                      | 100 m braza SB8 masculino                    |
| James Crisp | Natación                      | 100 m espalda S9 masculino                   |
| James Crisp | Natación                      | 400 m libre S9 masculino                     |
| Matthew Walker | Natación                      | 50 m libre S7 masculino                      |
| Matthew Walker | Natación                      | 100 m libre S7 masculino                     |
| Anthony Stephens | Natación                      | 200 m libre S5 masculino                     |
| David Roberts | Natación                      | 200 m estilos SM7 masculino                  |
| Robert Welbourn | Natación                      | 400 m libre S10 masculino                    |
| James Rawson Neil Robinson Stefan Trofan | Tenis de mesa                 | Equipo 3 masculino                           |
| Mark Eccleston Peter Norfolk | Tenis en silla de ruedas      | Quad dobles mixto                            |
| Ian Rose | Yudo                          | +100 kg masculino                            |
| Bronce |                               |                                              |
| Deborah Brennan | Atletismo                     | 100 m T34 femenino                           |
| Lloyd Upsdell | Atletismo                     | 200 m T35 masculino                          |
| Graeme Ballard | Atletismo                     | 200 m T36 masculino                          |
| David Weir | Atletismo                     | 200 m T54 masculino                          |
| Stephen Payton | Atletismo                     | 400 m T38 masculino                          |
| Dave Gale | Atletismo                     | Disco F32/51 masculino                       |
| Ade Adepitan Andrew Blake Matt Byrne Terry Bywater Peter Finbow Kevin Hayes Fred Howley Stuart Jellows Simon Munn Jonathan Pollock Colin Price Sinclair Thomas | Baloncesto en silla de ruedas | Torneo masculino                             |
| Ian Sharpe | Ciclismo en pista             | 1 km contrarreloj tándem B1-3 masculino      |
| Ian Sharpe | Ciclismo en pista             | Persecución individual tándem B1-3 masculino |
| Nicola Tustain | Hípica                        | Doma individual estilo libre grado II mixto  |
| Nicola Tustain | Hípica                        | Doma individual grado II mixto               |
| Sophie Christiansen | Hípica                        | Doma individual grado I mixto                |
| Danielle Watts | Natación                      | 50 m espalda S2 femenino                     |
| Danielle Watts | Natación                      | 50 m libre S2 femenino                       |
| Claire Cashmore | Natación                      | 100 m espalda S9 femenino                    |
| Claire Cashmore | Natación                      | 200 m estilos SM9 femenino                   |
| Rhiannon Henry | Natación                      | 100 m mariposa S13 femenino                  |
| Rhiannon Henry | Natación                      | 400 m libre S13 femenino                     |
| Fran Williamson | Natación                      | 100 m libre S3 femenino                      |
| Sarah Bailey | Natación                      | 100 m libre S10 femenino                     |
| Nyree Lewis | Natación                      | 400 m libre S6 femenino                      |
| Anthony Stephens | Natación                      | 50 m libre S5 masculino                      |
| Anthony Stephens | Natación                      | 100 m libre S5 masculino                     |
| Giles Long | Natación                      | 100 m mariposa S8 masculino                  |
| Jody Cundy | Natación                      | 100 m mariposa S10 masculino                 |
| James Crisp | Natación                      | 200 m estilos SM9 masculino                  |
| Dervis Konuralp | Natación                      | 200 m estilos SM13 masculino                 |
| Kenneth Cairns Anthony Stephens Gareth Duke Sascha Kindred | Natación                      | 4 × 50 m libre (20 ptos.) masculino          |
| Catherine Mitton | Tenis de mesa                 | Individual 1-2 femenino                      |